# Histadroet
De Histadroet, afkorting van “Algemene Federatie van arbeiders in het land van Israël (Hebr. ההסתדרות הכללית של העובדים בארץ ישראל, ‘ ‘HaHistadrut HaKlalit Shel HaOvdim B'Eretz Yisrael’ ‘) is Israëls nationale vakbondsfederatie. In 1994 werd de naam veranderd in “Nieuw Histadroet”. Zij werd in december 1920 in Haifa in het toenmalige Palestina opgericht, dat na de Eerste Wereldoorlog onder bestuur van de Britten was gekomen. Aan de wieg stonden de twee belangrijkste zionistische socialistische groeperingen Hapoel Hatzair (Jonge Arbeiders) en Achdoet Ha’avodah (Arbeids-Unie). Zij speelde een centrale rol bij het verwerkelijken van het modern-zionistische ideaal: een Joodse samenleving in een Joodse staat in het vooralsnog Arabische Palestina. Zij zou uitgroeien tot het op de overheid na machtigste instituut in de staat Israël: werkgever en vakbondsfederatie. Alles voor de zionistisch-socialistische Natie. Je wordt overigens eerst lid van Histadroet en vervolgens van de bond die bij je beroep hoort.

## Periode van deJisjoevin Palestina
Het beginselprogramma voor Histadroet luidde in 1922: a) de opbouw van Eretz Jisrael (het land van Israël) en een socialistische economie door en voor Joodse arbeiders; b) de uitbouw van de Joodse sector (die zichzelf moest kunnen bedruipen; c) versmelting van kapitaal en arbeid (in de woorden van Ben Goerion: “constructief socialisme”).
Er was op dat moment een derde grote instroom van Joodse immigranten gaande (3e Aliyah). In 1921 was David Ben Goerion tot de eerste secretaris-generaal van Histadroet gekozen. Hij maakte er een hiërarchische, goed geoliede, financieel solide organisatie van.
In deze periode werd een begin gemaakt met de uitbreiding en modernisering van de haven van Haifa. Deze havenstad trok met zijn fabrieken en olieraffinaderijen vele Joodse immigranten en Arabische werkzoekenden aan. De Joodse gemeenschap en de Arabische gemeenschap in de stad (christenen en moslims) waren toen ongeveer even groot. Zij leverden arbeiders die vaak solidair met elkaar waren. Deze waren onderbetaald en leefden in zeer moeilijke leefomstandigheden. Van de kant van hun werkgever (de Britse overheid) hadden ze te maken met een vaak onrechtvaardige behandeling. Zij hadden een vakbond dus zeer nodig. De Histadroet-leiding bezwoer echter de Joodse arbeiders aan het zionistische ideaal te denken en zich niet met de Arabische arbeiders te bemoeien. Dat werd allengs opgevolgd. Echter nog tot in de tweede helft van de jaren 40 zouden er aan de basis blijken van Joods-Arabische arbeiderssolidariteit voorkomen.
De Communistische Internationale riep in 1922 de Joodse arbeiders op “zich niet door het zionisme van de wijs te laten brengen”. Een aparte organisatie voor “Europese” arbeiders was tegen de internationale proletarische solidariteit (en juist een vorm van kolonialisme), was hun waarschuwing.
In 1925 richtten de Palestijnen in Haifa de Palestine Arab Workers’ Society op (in 1942 zou zich daar de marxistische “Federation of Arab Trade Unions and Labor Societies” van afsplitsen). De Histadroet beklaagde zich toen bij de Britse overheid over het separatistische karakter van deze daad.
In 1927 voerde Histadroet een campagne vóór Joodse producten (“Totseret Ha’aretz”) en vóór “Ha Avoda Ivrit”, “Joodse arbeid”. Er werd gepost bij Joodse bedrijven die met Palestijns-Arabische arbeiders werkten. Klappen werden uitgedeeld, vernielingen aangericht. Secretaris-generaal David Ben Goerion: "Ik verzet mij met alle kracht tegen hen die zeggen dat we niet echt honderd procent Joodse arbeid moeten nastreven in onze kolonie. We moeten vechten voor de volle 100%. Wij hebben drie prioriteiten: onze militie, de Hagana, versterken, de zionistische kolonisatie in een hogere versnelling brengen en altijd joodse arbeid eisen." Het werken met Arabieren en het kopen van Palestijnse producten moest worden ontmoedigd.
De latere premier Golda Meir trad in 1928 toe tot het uitvoerend comité.
In 1930 reageerden de Palestijnse arbeiders met een eigen vakbond: de Algemene Bond van Palestijnse Arbeiders. Opgericht in Wadi Nisnas, een wijk van Hefa (later: Haifa).
Ben-Gurion riep de Histadroet op om Arabische arbeiders in aparte vakbonden te organiseren, zodat "de bewuste en beschaafde Joodse arbeider, wiens historische missie het opbouwen van een vrije arbeidsgemeenschap in Eretz Yisra'el is…de Arabische arbeider zou kunnen opleiden een ordelijk en coöperatief leven te leiden van arbeid, discipline en wederzijdse verantwoordelijkheid.” In 1932 richtte de Histadroet de Palestine Labour League (PLL) op om de vakbondsvorming van Arabische arbeiders te beheersen.
Tijdens de Arabisch-Palestijnse opstand van 1936 zette Histadroet zich in om de zes maanden durende algemene staking door de Palestijnse arbeiders in de haven van het Arabische Jaffa te breken. Met hulp van de Britten en het Joods Agentschap (Jewish Agency) ging de haven van Tel Aviv dienen als vervanging van die van (het Arabische) Jaffa. Palestijnse spoor- en havenarbeiders werden vervangen door Joodse.

## In de zionistisch-Joodse staat
In de begintijd van de staat Israël, van 1949 tot 1950, was Pinhas Lavon, bekend van de Lavon-affaire, secretaris-generaal.
In 1958 richtte Histadroet het “International Institute for Development, Co-operation and Labor Studies” op. De helft van de gegradueerden kwam uit Afrika en 40% uit Azië. In 1960 richtte men het “Afro-Asian Institute for Labor Studies and Co-operation op.
In 1977 doorbrak een nieuwe, rechtse premier Menachem Begin de socialistische politieke hegemonie. In de jaren 80 zette de krimp in bij de vakbond. Door de toenemende liberalisering en deregulering van de economie werd de vakbond minder belangrijk en werd zij kleiner. Met name vanaf 1994 toen de socialistische Arbeidspartij haar leidende rol in het bestuur van de Histadroet verloor. De RAM, een nieuwe partij van ex-Arbeidspartijleden, nam het bestuur over en ging alles afstoten wat niet strikt tot de core-business behoorde, te weten vakbond zijn. Histadroet werd Nieuw Histadroet. In 1995 moest men Kupat Holim afstoten in het kader van de komst van een nationale ziektenkostenverzekering, waarin men nog kon kiezen uit vier zelfstandige verzekeraars, die zonder onderscheid moesten accepteren. Was in 1983 het aantal leden nog toegenomen tot 1.600.000, waaronder 150- a 170.000 Palestijnse Arabieren, het aantal vakbondsleden zou daarna een dieptepunt bereiken met 200.000.
Daling van contributie-inkomsten en het derven van de inkomsten uit de premies van de ziektekostenverzekeraar Kupat Holim leidden er toe dat onroerend goed van de hand moest worden gedaan. Bedrijven werden geprivatiseerd. Nieuw Histadroet slaagde er echter in deze crisis te overleven en had in 2005 weer een ledenbestand van 650.000 (waarvan een kleine 50.000 Palestijnse leden). Anno 2021 geeft men een ledental van 800.000 op.
In 2006 werd de toenmalige algemeen secretaris van Histadroet, Amir Peretz, minister van Defensie van de Arbeiderspartij. Hij voerde als zodanig in 2006 de oorlog tegen Libanon. Als onderdeel van de regering-Sharon hielp hij bij de uitbreiding van nederzettingen op de Westelijke Jordaanoever en de bouw van de Israëlische Westoeverbarrière. Hierover bewaarde de Histadroet stilzwijgen.

## Een machtig instituut
Eigenaar van bedrijven en fabrieken ontwikkelde de vakbondsfederatie zich tot de grootste werkgever na de overheid. Tot het einde van Israëls “socialistische tijdvak” beheersten regering en Histadroet het grootste deel van de Israëlische economie en samenleving. Via de Chevrat HaOvdim (“Arbeiderssociëteit”, voor het beheer van de aandelen van de dochterondernemingen), bezat men een aantal ondernemingen en de grootste bank, de Bank Hapaolim (beginkapitaal verstrekt door de Zionistische Wereldorganisatie). De hele dienstensector van het land werd gedomineerd door staat en Histadrut, net als het openbaar vervoer, de landbouw (bv. de aan- en verkoopcentrale voor landbouwprodukten,Tnuva), distributie (Hamashbir HaMerkazi), de bouw (bouwmaatschappij Solel Bone) en de verzekeringswereld. Daarbij bezat men “Kupat Holim”, Israëls grootste ziektekostenverzekeraar. De enige die iedereen accepteerde als men maar aangesloten was bij de vakbond.

## Palestijnse werknemers
De Histadroet-conventie van 1959 nam het principebesluit dat Arabische werknemers lid mochten worden. Het zou tot het einde van het militair bestuur (1948-1966) over de Palestijnen duren dat dit geeffectueerd kon worden. Zij werden ondergebracht bij de “Arabische afdeling”, later omgedoopt tot de “afdeling Integratie”. Palestijnen van de in 1967 door Israël bezette Westbank (en Gazastrook) konden tot op heden overigens geen lid worden. Joodse kolonisten daar wel.
De werkwijze van ‘Hebreeuwse arbeid’ (Avoda Ivriet) heeft het gedurende vele decennia de Palestijnse werknemers uitgesloten een stem te hebben in arbeiderskwesties. Hun positie binnen de zionistische vakcentrale was moeilijk.

## Mizrachi-leden
Het (socialistische) “Labour-Israël” was een wit Asjkenazisch Israël. De uit Noord Afrika ( bv. Marokko ) of uit het Midden Oosten (bv Irak ) en Arabië (bv Jemen) afkomstige Mizrachi Joodse immigranten kregen in hun nieuwe land te maken met racisme en discriminatie, ook binnen de vakbond. Als zij werkloos werden kregen ze niet dezelfde behandeling als hun Askenazische medearbeiders. Zij konden het best hun afkomst vergeten. De Ashkenazische kibboetsen stonden niet voor hen open, tenzij voor hun kinderen die zonder ouders werden toegelaten (“yaldei huz”:externe kinderen). Het was de Cheroet oppositiepartij van eerder genoemde Menachem Begin die hen een mogelijkheid tot politieke emancipatie-bood.

## Aangesloten bij de ITUC
Histadroet heeft haar zetel in Tel Aviv . Zij houdt om de 7 jaar een zg. conventie om met vakbondsafgevaardigden beleid en belangrijke onderwerpen te bespreken. Zij is aangesloten bij de ITUC, de internationale koepel van vakbondsorganisaties.

## Stakingen
Nieuw Histadroet riep verschillende keren op tot staking: bv. eind 1996 (tot groot ongenoegen van Benjamin Netanyahu ) en voorjaar 2007, toen overheidspersoneel ging staken nadat het maandenlang geen loon ontvangen had.
Na de steun die Nieuw Histadroet gaf aan de sociale protesten in Israël in 2011, riep de vakbond op 8 februari 2012 een algemene staking uit ter ondersteuning van de laagbetaalde subcontractors en de ongeorganiseerde werknemers en onderhandelde namens hen zowel met de regering als met private werkgevers en eiste dat de subcontractors direct werden ingehuurd resp. betaald kregen en dezelfde voordelen zouden krijgen als gewone werknemers. Op zondag 12 februari werd bekend gemaakt dat er een overeenkomst was bereikt: de subcontractors zouden er iets op vooruit gaan, maar er zou ook een moratorium van drie jaar komen dat ze niet mochten staken.

## Kritiek
Europese vakbonden en internationale mensenrechten-groepen uitten kritiek op Histadroet vanwege het feit dat zij bepaalde categorieën werknemers niet vertegenwoordigde. Deze werden beschouwd als de slechtst behandelde werknemers in Israël. In 2009 begon men deze werkers het lidmaatschap toe te kennen.
Vakbonden als de Britse Unison en UCU (onderwijzend personeel) besloten de Histadroet te boycotten, omdat ze vonden dat deze zich te kritiekloos verbond met de Israëlische bezettingspolitiek.

### FNV
De eerste Intifada (1987-1991) opende de ogen van meer mensen – ook in Nederland – voor de moeilijke (rechts)positie van Palestijnen in Israël en de door Israël bezette gebieden. Een aantal FNV-leden kwam tot de slotsom dat in Nederland, net als in andere landen, meer aandacht en steun gegeven zou moeten worden aan de Palestijnse arbeiders en hun vakbonden. Op 8 november 1988 richtten zij de Werkgroep Palestijnse Vakbeweging op. De Histadroet en het FNV hebben altijd een hechte zusterband gehad. Eventuele kritiek op gedrag van Israël werd onder vier ogen geuit. Vanwege de onderdrukking van de Eerste Intifada besloten enkele FNV-bonden hun voorgenomen bezoek in mei 1988 aan Histadroet af te zeggen. De FNV Jongerenbeweging organiseerde een themadag. De Abva-Kabo was sterk betrokken bij de strijd voor de rechten van de Palestijnse werknemers.
Het duurde nog tot 24-27 februari 2014 voor een officiële delegatie van FNV een eerste officieel bezoek aan Palestina bracht.
Enkele citaten uit hun rapport:
De delegatie heeft in de korte tijdsspanne dat het bezoek geduurd heeft, van maandagavond tot donderdagmiddag, een goed beeld gekregen over hoe de Palestijnen in de dagelijkse praktijk geconfronteerd worden met het leven onder een bezetting zoals: de verdeling van het gebied in drie veiligheid area’s, een gebrekkige infrastructuur in vergelijking tot Israël, het watertekort, de enorme werkloosheid, geen vrije doorgang naar eigen grond, de controle van Israël over de grenzen waardoor economische ontwikkeling onmogelijk wordt gemaakt, de beperkingen in bewegingsvrijheid, de uitbuiting van werknemers.
Het feit dat PGFTU voorzitter Sa'ed geen permit kreeg om bij het diner in het ook bezette Oost-Jeruzalem te kunnen aanschuiven is tekenend voor de opgelegde beperkingen. Voor meer concrete informatie over of en hoe Nederlandse bedrijven actief zijn in Palestina, zijn vervolgcontacten noodzakelijk.
De inzet van Abvakabo FNV om pensioenfondsen niet meer te laten investeren in bedrijven die profiteren van de bezetting, wordt door onze gesprekspartners breed ondersteund. 
Abvakabo FNV wordt gevraagd om haar invloed in pensioenfondsen aan te wenden om investeringen in de Palestijnse gebieden juist aan te moedigen.
De Histadroet ziet niets in een campagne om economische relaties en investeringen uit de nederzettingen terug te trekken. Zij beschouwen deze campagne als een boycotactie tegen Israël. In haar gedachtegang heeft het voor de Palestijnen juist voordelen dat er nederzettingen zijn, omdat die bijdragen aan de werkgelegenheid voor Palestijnen. De Histadroet is voor een tweestaten-oplossing, maar beschouwt dit als een probleem dat door de politiek moet worden opgelost

In 2015 ging de Abva-KABO op in het FNV. Van haar grote inzet voor de Palestijnse werknemers werd niets meer vernomen. In 2021 werd de Werkgroep Palestijnse Vakbeweging voor de keus gesteld om deel te nemen aan de MENA- werkgroep (Middle East North Africa) of op te houden te bestaan binnen FNV.